# Wollongong Hawks 2007-2008
I Wollongong Hawks 2007-2008 hanno preso parte al campionato di National Basketball League.
La squadra si è classificata all'11º posto della NBL.

## Verdetti stagionali
- National Basketball League:

stagione regolare: 11º posto su 13 squadre (9-21).

## Roster
| Giocatori |
| --------- |

|    | Naz.                     | Ruolo | Sportivo         | Anno | Alt. | Peso |  |
| -- | ------------------------ | ----- | ---------------- | ---- | ---- | ---- |  |
| 32 | Australia (bandiera)     | G     | Matthew Campbell |      |      |      |  |
| 20 | Australia (bandiera)     | G     | Ben Castle       |      |      |      |  |
| 10 | Australia (bandiera)     | A     | Larry Davidson   |      |      |      |  |
| 5  | Stati Uniti (bandiera)   | G     | Kavossy Franklin |      |      |      |  |
| 41 | Australia (bandiera)     | A     | Talor Goodall    |      |      |      |  |
| 9  | Australia (bandiera)     | A     | Daniel Jackson   |      |      |      |  |
| 8  | Nuova Zelanda (bandiera) | G     | Jeremy Kench     |      |      |      |  |
| 14 | Australia (bandiera)     | G     | John Phillip     |      |      |      |  |
| 15 | Australia (bandiera)     | A     | Cameron Rigby    |      |      |      |  |
| 4  | Nuova Zelanda (bandiera) | G     | Lindsay Tait     |      |      |      |  |
| 11 | Australia (bandiera)     | A     | Cameron Tragardh |      |      |      |  |
| 13 | Australia (bandiera)     | G     | Aaron Trahair    |      |      |      |  |

| Staff tecnico          |
| ---------------------- |
| Allenatore: Eric Cooks |